# MTV Unplugged (Live at Hull City Hall)
MTV Unplugged (Live at Hull City Hall) é um álbum ao vivo do cantor e compositor britânico Liam Gallagher. Foi lançado em 12 de junho de 2020 pela Warner Records. Foi originalmente programado para lançamento em 24 de abril de 2020, mas foi adiado até junho devido à pandemia de COVID-19. O álbum foi gravado no Hull City Hall em Kingston upon Hull, Inglaterra, em 3 de agosto de 2019, consistindo em dez apresentações acústicas ao vivo de material solo de Gallagher e do Oasis (sua antiga banda) que foram selecionadas dentre as 15 canções tocadas naquele noite, incluindo uma versão de "Natural Mystic" do grupo Bob Marley & The Wailers que foi deixada de fora do álbum.
MTV Unplugged (Live at Hull City Hall) é o primeiro lançamento ao vivo no topo da parada de álbuns do Reino Unido desde Symphonica, de George Michael, em 2014, e é o lançamento em vinil mais vendido de 2020.

## Lista de faixas
| N.º            | Título                    | Compositor(es)                                                           | Duração |  |
| 1.             | "Wall of Glass"           | Andrew Sidney Fox Andrew Wyatt Greg Kurstin Liam Gallagher Michael Tighe | 4:09    |  |
| 2.             | "Some Might Say"          | Noel Gallagher                                                           | 4:57    |  |
| 3.             | "Now That I've Found You" | L. Gallagher Simon Aldred                                                | 3:30    |  |
| 4.             | "One of Us"               | A. Wyatt L. Gallagher Damon McMahon                                      | 3:33    |  |
| 5.             | "Stand by Me"             | N. Gallagher                                                             | 5:57    |  |
| 6.             | "Sad Song"                | N. Gallagher                                                             | 4:30    |  |
| 7.             | "Cast No Shadow"          | N. Gallagher                                                             | 5:05    |  |
| 8.             | "Once"                    | A. Wyatt L. Gallagher                                                    | 3:56    |  |
| 9.             | "Gone"                    | A. Wyatt L. Gallagher M. Tighe                                           | 3:54    |  |
| 10.            | "Champagne Supernova"     | N. Gallagher                                                             | 3:59    |  |
| Duração total: | Duração total:            | Duração total:                                                           | 43:30   |  |

| Faixa bônus da edição japonesa |                |                |         |  |
| N.º                            | Título         | Compositor(es) | Duração |  |
| 11.                            | "Greedy Soul"  | L. Gallagher   | 4:11    |  |
| Duração total:                 | Duração total: | Duração total: | 47:45   |  |

## Recepção crítica
| Críticas profissionais | Críticas profissionais |
| Pontuações agregadas   | Pontuações agregadas   |
| Fonte                  | Avaliação              |
| ---------------------- | ---------------------- |
| Metacritic             | 73/100                 |
| Avaliações da crítica  |                        |
| Fonte                  | Avaliação              |
| AllMusic               | [ 7 ]                  |
| Clash                  | [ 8 ]                  |
| NME                    | [ 9 ]                  |
| Pitchfork              | [ 10 ]                 |
| Q                      | [ 11 ]                 |

O MTV Unplugged (Live at Hull City Hall) recebeu críticas favoráveis dos críticos musicais. No Metacritic, que atribui uma avaliação média ponderada de 100 às resenhas de publicações convencionais, o álbum tem uma pontuação média de 73, com base em dez resenhas, indicando "geralmente favorável".

## Posição nas paradas musicais
MTV Unplugged estreou no número 50 na Austrália, número 19 na Áustria, número 26 na Flandres Ultratop belga, número 13 na Valônia Ultratop belga, número 34 na Holanda, número 45 na França, número 8 na Alemanha, número 11 na Itália e número 15 na Suíça. Em 25 de junho de 2020, o álbum liderou as paradas na Irlanda, Escócia e no Reino Unido.
| Parada (2020)                         | Melhor posição |
| ------------------------------------- | -------------- |
| Austrália (ARIA)                      | 50             |
| Áustria (Ö3 Austria Top 40)           | 19             |
| Bélgica (Ultratop Flandres)           | 26             |
| Bélgica (Ultratop Valônia)            | 13             |
| Países Baixos (Dutch Charts)          | 34             |
| França (SNEP)                         | 45             |
| Alemanha (Offizielle Deutsche Charts) | 8              |
| Irlanda (IRMA)                        | 1              |
| Itália (FIMI)                         | 11             |
| Japão (Billboard Japan)               | 33             |
| Japão (Oricon)                        | 26             |
| Escócia (Official Scottish Albums)    | 1              |
| Suíça (Schweizer Hitparade)           | 15             |
| Reino Unido (Official Albums Chart)   | 1              |
| 34                                    |                |